# Lucas Valley
Koordinaten: 38° 1′ 39″ N, 122° 33′ 30″ W

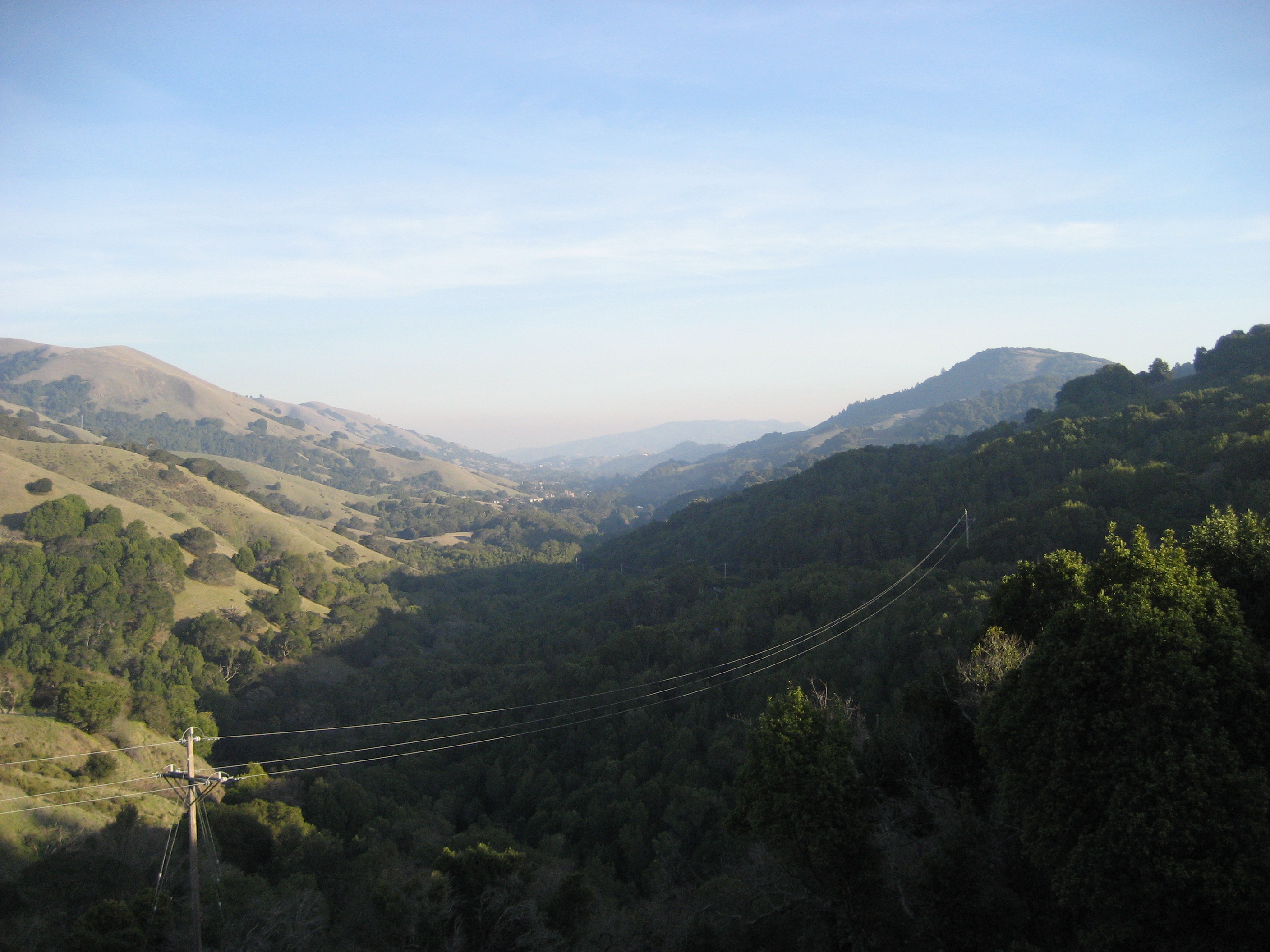
Lucas Valley

Das Lucas Valley ist ein Tal in Marin County, Kalifornien, und liegt in der Nähe von Nicasio.
Die Lucas Valley Road durchquert die Länge des Tales und verbindet sie mit dem Gallinas Valley im Osten und dem Nicasio Valley im Westen. Sie wurde nach einem Großgrundbesitzer aus der Gegend benannt.

## Geschichte
1978 begann der Regisseur George Lucas, Land in der Gegend für seine Skywalker Ranch zu erwerben.